# Château de Barbey (Mieussy)
Pour les articles homonymes, voir Barbey (homonymie).
Ne doit pas être confondu avec le château de Barbey, situé à Barbey, Seine-et-Marne.
Le château de Barbey est un ancien château du XVe siècle restauré au XVIIIe siècle qui se dresse sur la commune de Mieussy une commune française, dans le département de la Haute-Savoie en région Auvergne-Rhône-Alpes.

## Situation
Le château de Barbey se situe à 400 m au nord nord est du bourg, au hameau éponyme, à flanc de coteau.

## Historique
Ses premiers possesseurs sont la famille de Marigny, qui vivaient au XVe siècle. Par le mariage de Marie de Marigny, fille de Pierre de Marigny et de Françoise Gantelet marié le 21 mai 1675, avec le comte Jérôme d'Aviernoz, le château passe dans cette dernière famille. En 1754, à la mort de la comtesse survenu à 78 ans au château dans lequel elle vit cloîtrée depuis la mort de son mari, le château passe à ses deux fils ; Claude comte des Ollières et Jean comte d'Aviernoz, qui le restaure. Confisqué à la Révolution, il est acheté par M. Dussais, qui le cède à son tour à la famille Jorat.

## Description
Le château composé de sept pièces, est surmonté d'une tour reconstruite après un incendie qui la ruina au début du XVIIIe siècle. À gauche de l'entrée on trouve la chapelle.
Le château est visible de l'extérieur.